# مرغ آباد (مقاطعة فامنين)
مرغ‌آباد (بالفارسية: مرغ‌آباد) هي قرية تقع في قسم بيشخور الريفي (مقاطعة فامنين) في إيران. يقدر عدد سكانها بـ 261 نسمة بحسب إحصاء 2016.